# Národní rada židovská
Národní rada židovská byla politickým reprezentantem československých sionistických Židů v období první republiky. Byla založena 22. října 1918 a jejím cíle bylo sjednotit Židy žijící v Československu tak, aby mohli být zastoupeni v Národním shromáždění. Rada, jejímiž členy se stali sionisté Max Brod, Ludvík Singer, Norbert Adler a další, se snažila dosáhnout uznání židovské národnosti a menšinových práv, péče o prosazování občanské rovnosti a potírání antisemitismu. Tyto požadavky byly ještě před vyhlášením samostatného československého státu předloženy dne 28. října 1918 Národnímu výboru. Mimo to žádala delegace i úplnou občanskou rovnoprávnost Židů, demokratizaci a sjednocení židovských obcí při současném rozšíření jejich pravomocí.
V září 1921 se představitelé podkarpatské Židovské konzervativní strany postavili pokusům Židovské národní rady rozšířit svůj vliv i na tomto území a „zasahování pražské organizace do poměrů zdejšího židovstva, jehož mentalita jest naprosto odlišná od mentality židovstva v zemích českých“. Tímto rozhodnutím se Národní rada židovská již nemohla považovat za reprezentanta židovstva v celém Československu a přenesla proto většinu svých úloh na Ústřední sionistický svaz, který v letech 1919-1920 postupně budoval svou organizační strukturu. Později se zástupcem politických snah sionistů stala Židovská strana v Republice československé, ustanovená 6. ledna 1919, která však svou činnost rozvinula až na začátku třicátých let.